# Adolf Reitzner
Adolf Reitzner (29. května 1871 Doubí – 2. června 1932 Podmokly) ,byl rakouský a český sociálně demokratický politik německé národnosti, na počátku 20. století poslanec Říšské rady, ve 20. letech 20. století starosta Podmokel.

## Biografie
Narodil se v Doubí (Aich). Od roku 1900 žil v Podmoklech a převzal zde vedení místní organizace sociální demokracie.
Na počátku století se zapojil do celostátní politiky. Ve volbách do Říšské rady roku 1907, konaných poprvé podle všeobecného a rovného volebního práva, získal mandát v Říšské radě (celostátní zákonodárný sbor) za volební obvod Čechy 79. Usedl do poslanecké frakce Klub německých sociálních demokratů.Profesí byl odborovým tajemníkem. V zemských volbách v roce 1908 neúspěšně kandidoval i do Českého zemského sněmu v kurii městské, obvod Mikulášovice, Krásná Lípa atd. Získal ale jen 151 hlasů a poslancem se stal všeněmecký kandidát Robert Hütter.
Později zastával funkci starosty Podmokel. V této pozici se připomíná k roku 1920. K roku 1924 se uvádí jako bývalý starosta a stávající náměstek starosty tohoto severočeského města. Zároveň zastával úřad předsedy okresní správní komise. V roce 1924 čelil aféře, kdy vzniklo podezření, že jeho syn Ernst Reitzner, majitel místní stavební firmy, získal přes svého otce od města neprávem peníze.
Zemřel v červnu 1932.